# Cirrus duplicatus
Cirrus duplicatus é uma variedade de cirrus. O nome duplicatus é derivado do latim e significa duplicado. O cirrus duplicatus ocorre quando  há pelo menos duas camadas de nuvens cirrus. Na maioria das vezes, há ocorrências de dois tipos de nuvens cirrus, como por exemplo o cirrus fibratus e o cirrus uncinus originando assim o cirrus duplicatus. Tal qual as nuvens stratus, as nuvens cirrus são muitas vezes vistas duplicadas (duplicatus).